# تکنولوژی جوهرافشان
تکنولوژی جوهرافشان یک روش نشاندن قطرات مایع بر روی یک بستر است. این تکنولوژی در اصل برای صنایع چاپ توسعه یافت اما به روش محبوبی در تولیدات الکترونیکی و مکانیکی به روش دیجیتال تبدیل شد. اگرچه دو اصطلاح «چاپ جوهرافشان» و «تکنولوژی جوهرافشان» گاهی به عنوان هم‌معنی استفاده می‌شوند، چاپ جوهرافشان معمولاً به صنعت چاپ، برای چاپ محتوای گرافیکی و تکنولوژی جوهرافشان به‌طور کلی به تولیداتی که از روش جوهرافشانی استفاده می‌کنند گفته می‌شود.

## کاربردها
- لحیم کاری
- کاشت قطعات الکترونیکی غیرفعال که می‌توانند برای تشخیص سادهٔ گاز، رطوبت، درجه حرارت و … به کار روند.
- فعالکننده‌ها و قطعات مکانیکی

جوهر باید هدایت الکتریکی بالایی داشته و در برابر اکسید شدن و حرارت نیز مقاوم باشد.
- دستگاه‌های نوری (مانند میکروسکوپ)
- داروهای شخصی‌ساز شده

## تشکیل قطره
روش‌های مختلفی برای شکلگیری قطره وجود دارد که می‌توان آن‌ها را به دو دستهٔ عمده تقسیم کرد: جوهرافشانی پیوسته (به انگلیسی: (continuous inkjet (CIJ)، جوهرافشانی بر اساس تقاضا (به انگلیسی: (drop-on-demand (DOD).
روش اول، روشی مستقیمی برای تولید قطره دارد اما اصلاح و تغییر مسیر جاگذاری قطره در آن پیچیده‌است. روش دوم، قطرات را به شیوه پیچیده تری تولید می‌کند درحالی که امکان اصلاح و تغییر مسیر را میسر نمی‌سازد.
| جوهرافشانی براساس تقاضا(DOD) | جوهرافشانی براساس تقاضا(DOD) | جوهرافشانی براساس تقاضا(DOD) | جوهرافشانی براساس تقاضا(DOD) | جوهرافشانی براساس تقاضا(DOD) | جوهرافشانی براساس تقاضا(DOD) | جوهرافشانی پیوسته (CIJ) | جوهرافشانی پیوسته (CIJ) | جوهرافشانی پیوسته (CIJ) |
| ---------------------------- | ---------------------------- | ---------------------------- | ---------------------------- | ---------------------------- | ---------------------------- | ----------------------- | ----------------------- | ----------------------- |
| گرمایشی                      | گرمایشی                      | پیزوالکتریک                  | پیزوالکتریک                  | پیزوالکتریک                  | پیزوالکتریک                  | افشانه تکی              | افشانه چندعددی          | افشانه چندعددی          |
| پرتاب از روبه رو             | پرتاب از پهلو                | برش                          | بسط                          | Unimorph/bimorph             | فشار                         |                         | مدولاسیون آکوستیک       | مدولاسیون حرارتی        |

### ۱. جوهرافشانی بر اساس تقاضا
در این روش قطره‌های جوهر به صورت مجزا و در زمان تقاضا توسط سیگنال ولتاژ آزاد می‌شوند. قطره‌های آزاد شده بدون هیچگونه تغییر مسیر به صورت عمودی سقوط می‌کنند. پرینترهای تجاری می‌توانند ده‌ها هزار نازل (دهانه) داشته باشند.
دو تکنولوژی اصلی برای خروج جوهر از دهانه روش گرمایشی و پیزوالکتریک هستند.
روش پیزوالکتریک DOD

در روش پیزوالکتریک، مقدار جوهر خروجی به ولتاژ پالس ورودی وابسته است

پیزوالکتریک در دهه ۱۹۷۰ اختراع شد. در این روش جوهری که استفاده می‌شود باید کشش سطحی و گرانروی آن در محدوده به خصوصی باشد.
روش گرمایشی DOD

مقایسه دو روش پیزوالکترویک (چپ) و روش گرمایشی (راست)

این روش در دههٔ ۱۹۸۰ توسط شرکت کنون و اچ پی ارائه شد. در این روش تنوع جوهر مورد استفاده بسیار کم است چرا که جوهر مورد نظر باید فشار بخار بالا، نقطه جوش کم و پایداری زیاد کوگاسیون داشته باشد.
آب به عنوان یک حلال، محبوبیت این روش را تنها در محدوده چاپ غیرصنعتی نگه می‌دارد، جایی که جوهرهایی با پایه آب مورد استفاده است.

### ۲. جوهر افشانی پیوسته
در این روش ستونی از دهانه‌ها به‌طور پیوسته در حال ریزش جوهر هستند. این قطرات خود به خود به‌طور مجزا ریخته می‌شوند. این قطرات یا توسط یک میدان الکتریکی به نقطه مورد نظر هدایت می‌شوند یا برای استفاده مجدد جمع‌آوری می‌شوند. سری این پرینترها می‌تواند یک دهنه یا چند دهنه باشد.
در این روش نیاز است تا حلال مورد نظارت قرار گیرد. از آنجایی که تنها مقدار اندکی جوهر استفاده می‌شود، برای جبران مقدار جوهر تبخیر شده در طول فرایند، همواره باید مقداری حلال به مخزن جوهر جمع‌آوری شده اضافه شود.
یکی دیگر از مضرات این روش لزوم اضافه کردن افزودنی به جوهر است. با توجه به افزودنی‌هایی که می‌توان اضافه کرد، احتمال خرابی دستگاه وجود خواهد داشت.

## سری پرینتر (نوک پرینتر)
سری جوهرافشان تصویری
سری‌های پرینتر پشت سر هم
سری‌های پرینتر چندگانه

## روش‌های تولید
- لایه نشانی مستقیم
- چاپ لایه ماسک
- اچینگ
- چاپ معکوس
- بستر پودر